# Johannes Brahms (trein)
De Johannes Brahms is een internationale treindienst tussen Praag en Berlijn en is genoemd naar de Duitse componist Johannes Brahms (1833-1897).

## EuroCity
Na de opening van het nieuwe Berlin Hauptbahnhof in 2006 vond een herschikking van de treindienst plaats. Hierbij werden diverse treinroutes gewijzigd en nieuwe geïntroduceerd. Op 9 december 2007 werd de herschikking afgerond, waarna de ČD twee EuroCity treinparen tussen Praag en Berlijn verzorgde, de EC 370/371 (Praag - Rügen) en de EC 177/178 (Praag - Berlijn). De treinen hadden op dat moment geen naam, maar werden op 14 december 2008 alsnog van de naam van een componist voorzien. De trein naar Rügen kreeg de naam EC Carl Maria von Weber en de andere werd EC Johannes Brahms genoemd. Hierbij werd tevens de zuidwaarts rijdende dienst verlengd tot Wenen.
| EC 178 | land      | station                       | km  | EC 177 |
| ------ | --------- | ----------------------------- | --- | ------ |
| 06:25  | Tsjechië  | Praha hlavní nádraží          | 0   | 21:32  |
|        | Tsjechië  | Praha-Holešovice              | 3   |        |
|        | Tsjechië  | Ústí nad Labem hlavní nádraží | 106 |        |
|        | Tsjechië  | Děčín hlavní nádraží          | 129 |        |
|        | Duitsland | Bad Schandau                  | 152 |        |
|        | Duitsland | Dresden Hauptbahnhof          | 192 |        |
|        | Duitsland | Elsterwerda                   | 249 |        |
|        | Duitsland | Berlin Südkreuz               | 389 |        |
|        | Duitsland | Berlin Hauptbahnhof           | 393 |        |
| 11:20  | Duitsland | Berlijn Gesundbrunnen         | 399 | 16:39  |